# Roulunds Fabrikker
A/S Roulunds Fabrikker var en dansk produktionsvirksomhed stiftet den 7. november, 1736 i Odense.
Virksomheden blev grundlagt på Sortebrødre Torv i Odense af Laurits S. Winther og var oprindeligt et rebslageri. I 1831 blev virksomheden overtaget af rebslagermester Rasmus Roulund (1806-1870), og fortsatte i familie-eje gennem generationer. I 1872 startedes produktionen af drivremme. Virksomheden blev i 1903 omdannet til aktieselskab, og flyttede i 1917 til Rugårdsvej i Odense, og i 1926 begyndte produktionen af blandt andet kileremme, bremseartikler og andre produkter til maskin- og bilindustrien. 
Efter 2. verdenskrig, voksede virksomheden og havde i 1950'erne 600 medarbejdere. A/S Roulunds Fabrikker flyttede senere til faciliteter på Hestehaven i Hjallese. I 1961 blev virksomheden overtaget af A.P. Møller-Mærsk. I 2003 blev den solgt fra og splittet op i flere mindre virksomheder. Heraf kan nævnes Roulunds Braking ApS som fortsat er producent af bremseartikler. 
Dele af bygningerne er overtaget af Coop Danmark. Coop opførte i 2009 et 35 meter højt højlager til erstatning for deres daværende non-food-lagre i centrum af Odense. 
Til fabrikken var tilknyttet en oval højhastighedsbane blandt andet til test af bilers bremsebelægninger. Banen blev indviet i 1973, og er (pr. 2015) under nedrivning i forbindelse med byggeriet af Odense Universitetshospitals nye motorvejstilkørsel. 